# Ielizaveta Kojévnikova
Ielizaveta Kojévnikova   (Moscou, 27 de desembre de 1973) és una esquiadora russa, ja retirada, especialista en bamps, que va competir durant la dècada de 1990.
El 1992 va prendre part en els Jocs Olímpics d'Hivern d'Albertville, on guanyà la medalla de plata en la prova de bamps del programa d'esquí acrobàtic. Dos anys més tard, als Jocs de Lillehammer, guanyà la medalla de bronze en la mateixa prova.
Un cop retirada treballà com a comentarista per a la televisió russa NTV.